# Імператриця Марія (лінійний корабель, 1827)
«Імператри́ця Марі́я» (рос. дореф. «Императрица Марія») — 84-гарматний вітрильний лінійний корабель типу «Імператриця Марія» Чорноморського флоту Російської імперії.

## Опис
Один із трьох вітрильних 84-гарматних лінійних кораблів типу «Імператриця Марія», що будувалися в Миколаєві протягом 1826—1829 років. «Імператриця Марія» був першим кораблем, виконаним за параболічним методом, запропонованим шведським вченим-кораблебудівником Ф. Г. Чапманом і впровадженим у Миколаївське суднобудування адміралом О. С. Грейгом. Водотоннажність корабля становила 4480 тонн, довжина — 59,74 метра, ширина — 15,54 метра, глибина інтрюма — 6 метрів. За іншими даними, ширина з обшивкою — 15,31 метра, з обшивкою — 15,36 метра, вантажомісткість — 2262 тонни.
Озброєння корабля за відомостями з різних джерел становило 96 гармат. Батарея «Імператриці Марії» становила двадцять вісім 36-фунтових довгоствольних гармат і чотири 1-пудові єдинороги на нижній палубі, на верхній —  тридцять дві 24-фунтові гармати. Ще шість 12-фунтових гармат і двадцять шість 24-фунтових карронад знаходилося на баці і чвертьпалубі.
Корабель названо на честь дружини імператора Павла I, імператриці Марії Федорівни. Він був одним із двох вітрильних лінійних кораблів російського флоту, що носили це ім'я.

## Історія
Закладений у Миколаєві на стапелі Миколаївського адміралтейства 23 вересня 1826 року, головний будівник — підполковник корпусу корабельних інженерів І. С. Разумов. Після спуску на воду 16 жовтня 1827 року, у 1828 році перейшов до Севастополя і увійшов до складу Чорноморського флоту Російської імперії.

### Російсько-турецька війна
Брав участь в російсько-турецькій війні 1828—1829 років. 24 серпня 1828 року приєднався до флоту, що перебував біля Варни, доставивши туди з Миколаєва 920 солдатів і офіцерів. 3 вересня на кораблі відбувалися переговори між адміралом О. С. Грейгом і капудан-пашею, під час яких той відмовився здати фортецю, яку вже 4 і 5 вересня було атаковано російським флотом, зокрема «Імператрицею Марією».
2 жовтня того ж року корабель пішов від Варни з імператором Миколою I на борту. На шляху до Росії потрапив у сильний шторм і зазнав серйозних ушкоджень — у корабля було зламано фор-стеньгу, грот- і брам-стеньги, утлегар і бом-утлегар, проте до 8 жовтня корабель успішно дістався Одеси, доправивши туди імператора, після чого пішов до Севастополя. Того ж дня командир корабля капітан 2-го рангу Г. А. Папахристо за відзнаки під Варною був нагороджений орденом Святої Анни II ступеня.
17 січня 1829 року на чолі загону під прапором контрадмірала Й. І. Стожевського повернувся до Варни для крейсерських плавань біля Босфору. 15 лютого «Імператриця Марія» у складі лінійних кораблів «Пимен», «Пантелеймон», фрегатів «Рафаїл» і «Євстафій» і трьох канонерських човнів, з десантом у кількості 1200 осіб увійшла на рейд Сизополя. Після відомови коменданта міста здати місто російським військам, брав участь в його бомбардуванні і придушення берегових батарей, а наступного дня висадив десант.
11 березня того ж року загін М. М. Кумані підійшов до фортеці Ахіолло, що знаходиться біля північного входу в Бургаську затоку і атакував місто. Однак через вогонь у відповідь і погодні умови вимушений був відійти. У тому ж місяці спільно з кораблем «Пармен» доправляв війська з Варни до Сизополя, а вже наприкінці березня османські війська атакували захоплений раніше Сизополь із суші, проте артилерійський вогонь кораблів «Імператриця Марія» та «Пармен» змусив їх відступити.
19 квітня на сизопольський рейд із Севастополя прийшла ескадра під прапором адмірала О. С. Грейга. Основне завдання ескадри полягало у припиненні можливості виходу турецького флоту з Босфору до Чорного моря. Також ставилося завдання сприяти сухопутним військам фельдмаршалів І. І. Дібіча та І. Ф. Паскевича. 
З квітня по червень 1829 року в складі ескадри під командуванням О. С. Грейга тричі виходив до протоки Босфор. У липні 1829 року перевозив хворих і поранених до Севастополя, а зворотним шляхом — війська в Сизополь. У серпні того ж року в складі ескадри крейсував у районі Сизополь — Босфор — Інада — Мідія — Босфор — Сизополь, а до 17 жовтня повернувся до Севастополя. Під час кампанії цього року командир корабля капітан 1-го рангу Г. А. Папахристо був нагороджений золотою шаблею з написом «За хоробрість».

### Босфорська експедиція
Під час кампанії 1830 року приєднався до ескадри контрадмірала М. М. Кумані, у складі якої перевозив війська з портів Румелії та Болгарії до Феодосії, Одеси і Севастополя. У кампанії 1831 і 1832 років перебував у Севастополі.
У 1833 році брав участь у Босфорській експедиції Чорноморського флоту. 6 березня на чолі загону під прапором контрадмірала М. М. Кумані прибув із Севастополя до Одеси, де прийняв на борт війська і до 24 березня доправив їх у Буюк-дере. 28 червня ескадра, у складі якої перебувала і «Імператриця Марія», прийняла на борт війська і доставила до Феодосії, а до 22 липня повернулася до Севастополя. На згадку про перебування в Константинополі російських військ командир корабля, капітан 1-го рангу Г. А. Папахристо, отримав турецьку золоту медаль.
У 1834 році корабель зазнав тимберування в Севастополі — замінено значну частину надводної частини корабля із заміною більшої частини бімсів або надробкою їх кінців, заміною майже всіх щогл і більшої частини інших частин рангоуту. Після цього в складі ескадри віцеадмірала М. П. Лазарєва виходив у практичні плавання в Чорне море.
Протягом 1835—1840 років брав участь у практичних плаваннях ескадр кораблів Чорноморського флоту в Чорному морі. У кампанію 1835 року командир корабля, капітан 2-го рангу П. Я. Сахновський, був нагороджений орденом Святого Георгія IV ступеня за вислугу 25 років в офіцерських чинах.
Кампанію 1837 року провів у практичному плаванні Чорним морем, де у складі ескадри у квітні 1837 року перебував на Севастопольському рейді у складі загону суден, які перевозили з Одеси до Севастополя війська 13-ї піхотної дивізії.
Виведений зі складу флоту і переобладнаний на блокшив у 1843 році, попри те, що ще в липні 1839 року М. П. Лазарєв звертав увагу О. С. Меньшикова на поганий стан корабля, який «ледь плаває», і висловлював думки про переобладнання його на блокшив для нижніх чинів у Севастополі.

## Командири
- Г. А. Папахристо (1826—1834);
- П. Я. Сахновський (1835—1840).